# Rotbruch
Rotbruch beschreibt das Aufreißen des rotglühenden Stahls (bei 800 – 1.000 °C)  beim Umformen. Die Ursache liegt in einem niedrigschmelzenden Eutektikum aus Eisen, Schwefel und Sauerstoff, das die Korngrenzen netzartig überzieht. Bei der modernen Stahlherstellung spielt Rotbruch durch den geringeren Gehalt an Schwefel und Sauerstoff im Stahl nur noch eine untergeordnete Rolle.